# Cacia hebridarum
Cacia hebridarum là một loài bọ cánh cứng trong họ Cerambycidae.